# Tamo daleko
Tamo daleko (kyrillisch: Тамо далеко; Deutsch: Dort, weit weg) ist ein traditionelles serbisches Lied aus dem Ersten Weltkrieg. Das Lied wird als Hymne der serbischen Soldaten betrachtet, die außerhalb Serbiens für ihr Land kämpften. 

## Noten
- Noten und Midi-Dateien – Tamo daleko

## Inhalt
Tamo daleko wird von einem serbischen Soldaten gesungen, der auf Korfu stationiert ist. Die Streitkräfte Serbiens hatten sich über Nordalbanien auf die Insel zurückgezogen und wurden von den Mittelmächten bekämpft.
Der Soldat singt von seinem Heimatdorf, der zerstörten Kirche, in der er heiratete, und dem katastrophalen Rückzug seiner Kameraden, von denen viele an Kälte, Hunger und Krankheiten starben.

## Weitere Bedeutung
Das Lied ist auch eines der beliebtesten nostalgischen Lieder der serbischen Einwanderer, die nach dem Zweiten Weltkrieg nach Amerika zogen. Für diese Menschen bezieht sich das Lied auf die Entfernung zu ihrem Heimatland.

## Text
Tamo daleko hat drei Versionen. Alle drei stammen von einem unbekannten Autor.

### Original

#### Version 1
Tamo daleko, daleko od mora,

Tamo je selo moje, tamo je Srbija.

Tamo je selo moje, tamo je Srbija.
Tamo daleko, gde cveta limun žut,

Tamo je srpskoj vojsci jedini bio put.

Tamo je srpskoj vojsci jedini bio put.
Tamo daleko gde cveta beli krin,

Tamo su živote dali zajedno otac i sin.

Tamo su živote dali zajedno otac i sin.
Tamo gde tiha putuje Morava,

Tamo mi ikona osta, i moja krsna slava.

Tamo mi ikona osta, i moja krsna slava.
Tamo gde Timok, pozdravlja Veljkov grad,

Tamo mi spališe crkvu, u kojoj venčah se mlad.

Tamo mi spališe crkvu, u kojoj venčah se mlad.
Bez otadžbine, na Krfu živeh ja,

ali sam ponosno klic'o, živela Srbija!

ali sam ponosno klic'o, ŽIVELA SRBIJA!

#### Version 2
Tamo daleko, daleko od mora,

Tamo je selo moje, tamo je ljubav moja.

Tamo je selo moje, tamo je ljubav moja.
O zar je morala doć', ta tužna nesrećna noć,

Kada si dragane moj, otiš'o u krvavi boj.
Tamo daleko, gde cveta limun žut,

Tamo je srpskoj vojsci jedini bio put.

Tamo je srpskoj vojsci jedini bio put.
Tamo daleko, daleko od mora,

Tamo je selo moje, tamo je Srbija.

Tamo je selo moje, tamo je Srbija.
Bez otadžbine, na Krfu živeh ja,

i opet veselo kličem, živela Srbija!

i opet veselo kličem, ŽIVELA SRBIJA!

#### Version 3
O zar je morala doć', ta tužna nesrećna noć,

Kada si dragane moj, otiš'o u ljuti boj.
Tamo daleko, daleko kraj mora,

Tamo je selo moje,

Tamo je ljubav moja.
Bez otadžbine daleko, daleko živim ja,

i opet kličem burno, živela domovina!
O zar je morala doć', ta tužna nesrećna noć,

Kada si dragane moj, otiš'o u ljuti boj.
Tamo daleko, gde cveću nema kraj,

Tamo su najdraži moji,

Tamo je pravi raj.
Tamo daleko kraj Save, Save i Dunava,

Tamo je varoš moja,

Tamo je moj rodni kraj!

### Deutsche Übersetzung
(der Version 1)
Dort, weit weg, weit entfernt vom Meer.

Dort ist mein Dorf, dort ist Serbien.

Dort ist mein Dorf, dort ist Serbien.
Dort, weit weg, wo die Zitronen blühen.

Dort war der einzige Weg, den die serbische Armee gehen konnte.

Dort war der einzige Weg, den die serbische Armee gehen konnte.
Dort, weit weg, wo die Lilien blühen.

Dort gaben Vater und Sohn gemeinsam ihr Leben.

Dort gaben Vater und Sohn gemeinsam ihr Leben.
Dort, wo die Morava leise fließt.

Dort sind meine Ikone und mein Familienfest geblieben.

Dort sind meine Ikone und mein Familienfest geblieben.
Dort, wo der Timok Veljko's Stadt durchfließt,

Dort verbrannten sie die Kirche, wo ich jung heiratete.

Dort verbrannten sie die Kirche, wo ich jung heiratete.
Ohne mein Heimatland, lebe ich auf Korfu.

Aber ich sage stolz: LANG LEBE SERBIEN!

Aber ich sage stolz: LANG LEBE SERBIEN!